# Archeophylla schusteri
Archeophylla schusteri är en bladmossart som först beskrevs av E.A.Hodgs. et Allison, och fick sitt nu gällande namn av Rudolf Mathias Schuster. Archeophylla schusteri ingår i släktet Archeophylla och familjen Pseudolepicoleaceae. Inga underarter finns listade i Catalogue of Life.